# Stagmatoptera flavipennis
Stagmatoptera flavipennis är en bönsyrseart som beskrevs av Jean Guillaume Audinet Serville 1839. Stagmatoptera flavipennis ingår i släktet Stagmatoptera och familjen Mantidae. Inga underarter finns listade i Catalogue of Life.